# El fiscal Requesens
El fiscal Requesens és una adaptació lliure feta per Josep Maria de Sagarra de la peça de teatre El casament (en rus: Женитьба, Zhenit'ba), estrenada el 1836 i publicada el 1842, original de Nikolai Gògol. Aquesta versió catalana, en un pròleg i dues parts i protagonitzada per Joan Capri, va ser estrenada al teatre Candilejas de Barcelona, la vetlla del 20 de maig de 1961.
L'acció de la versió passa a Barcelona, al voltant de 1900.

## Repartiment de l'estrena
- Rosalia Quatrecasas, la núvia: Montserrat Carulla
- Úrsula, la seva tia: Josefina Tàpias
- Tuietes Ripoll, llevadora: Carme Molina
- Pepeta, criada: Leonor Tomàs
- Requesens, fiscal de l'Audiència: Joan Capri.
- Arnalot, el seu amic: ?
- Tortell, agent executiu: ?
- Jiménez, oficial retirat: Joan Fernández.
- Llebreta, tinent de marina retirat: ?
- Banús, comerciant: ?
- Tió, criat de Requesens: ?
- Un policia: ?
- Direcció escènica: Antoni Chic.